# 득암항
득암항(得岩港, Deugam Fishing Port)은 전라남도 완도군 약산면 득암리, 조약도 섬에 있는 어항이다. 1991년 1월 1일 국가어항으로 지정되었으며, 관리청은 해양수산부 서해어업관리단, 시설관리자는 완도군수이다.

## 연혁
- 약산면은 고려시대에 영암군 또는 장흥부 탐진현에 속하다가 조선시대에 강진현으로 편입되었고 1896년 완도군이 설치되면서 조약면이 되었다. 그 후 1914년 행정구역 개편에 따라 고금면으로 통합되었다가 1949년 다시 분리되면서 약산면이라 개칭되어 오늘에 이른다. 장용산을 중심으로 삼지구엽초 외 129종의 많은 약초가 자생하고 있어 조약도라 하였다.[1]
- 득암항은 인근 다도해 해역에서 조업하는 어선들의 어업전진기지 및 대피항으로 1993년 기본 시설에 대한 계획을 수립하고 1994년 개발에 착수한 후 1997년 어항시설계획을 조정했다.[2]

## 어항구역
본 항의 어항구역은 다음과 같다.
- 수역: 기설 방파제(선착장) 기부를 중심으로 반경 400m 선을 따라 형성된 공유수면[3]
- 육역: 전라남도 완도군 약산면 득암리 341-4 외 18필지(상세내역은 생략)[4]

## 특색
- 득암항은 강진과 고금도를 잇는 고금대교와 고금도와 약산도를 잇는 약산대교의 건설로 그 기능이 축소되었지만, 다도해 해역에서 조업하는 어선들의 어업전진기지 및 대피항으로서 어민들의 중요한 생활터전이다. 감성돔이 많이 잡혀 조사들이 많이 찾는 항이다.[5]